# Mijntje Lückerath-Rovers

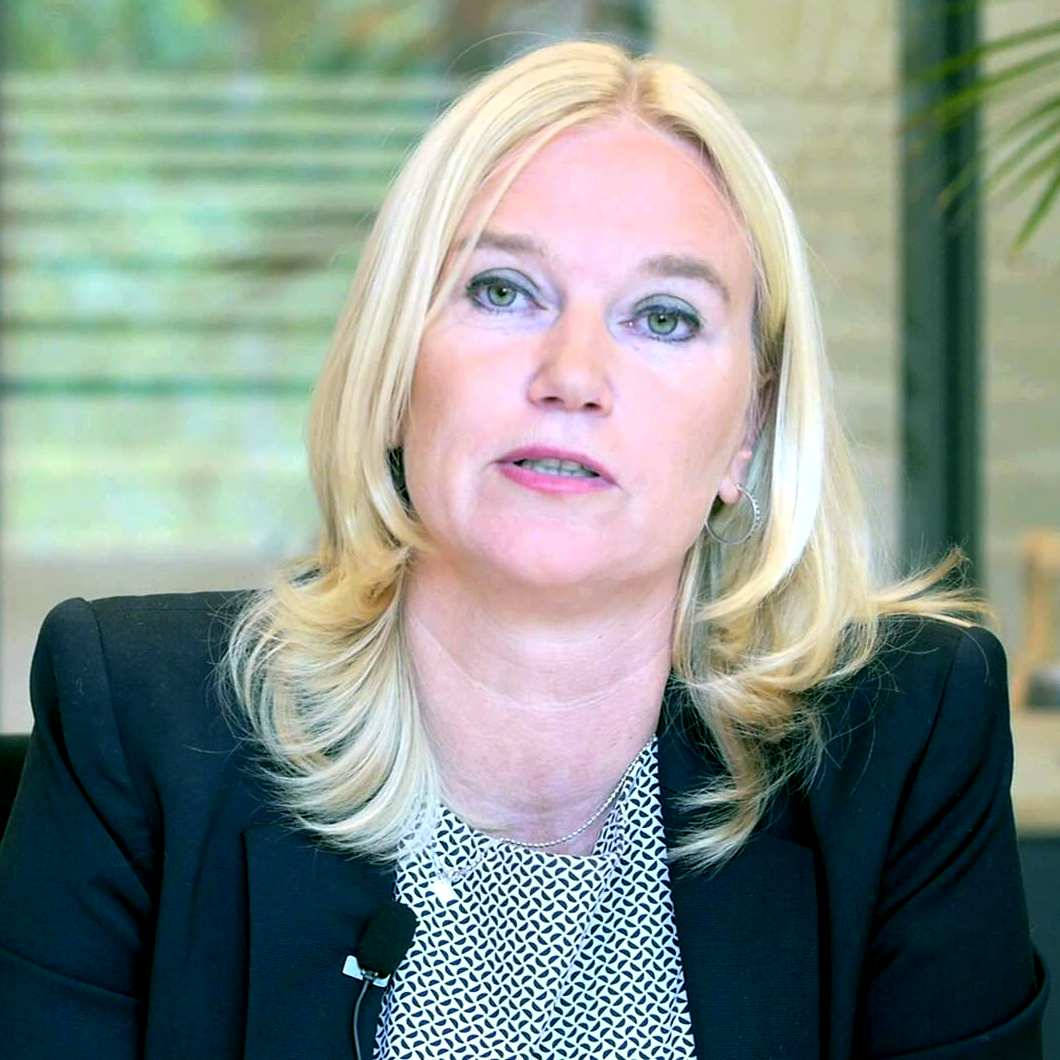
Mijntje Luckerath im September 2013

Mijntje Lückerath-Rovers (* 14. Dezember 1968 in Eindhoven) ist eine niederländische Wirtschaftswissenschaftlerin und Hochschullehrerin.

## Werdegang, Forschung und Lehre
Lückerath-Rovers studierte Finanzwirtschaft an der Erasmus-Universität Rotterdam. Nach Abschluss ihres Studiums 1994 arbeitete sie bis 2001 bei der Rabobank, ehe sie 2001 in den akademischen Betrieb zurückkehrte. Während sie einerseits als Dozentin für Finanzmärkte und Finanzrecht an der Erasmus-Universität Rotterdam auftrat, promovierte sie andererseits bis 2007 an der Hochschule über operative Leasinggeschäfte. Anschließend fokussierte sie sich auch auf andere Themen, wie etwa die seinerzeit neu eingeführten Regelungen zu Corporate Governance. 2010 wechselte sie an die Wirtschaftsuniversität Nyenrode, 2013 folgte sie einem Ruf als Professorin der Universität Tilburg.
Die Arbeitsschwerpunkte von Lückerath-Rovers liegen insbesondere im Bereich Corporate Governance mit einem Fokus auf Rolle und Zusammensetzung von Vorständen und Aufsichtsräten, insbesondere auch im Hinblick auf die Partizipation von Frauen. Sie ist Verfasserin des seit 2007 jährlich erscheinenden Nederlandse Female Board Index, mit dem der Frauenanteil in Vorständen und Aufsichtsräten niederländischer Unternehmen und zusammenhängender Themen beleuchtet wird. Zudem ist sie Herausgeberin des Jaarboek Corporate Governance.
2014 saß Lückerath-Rovers dem Komitee des Rijkscultuurfonds vor. Zudem nimmt sie Aufsichtsratsposten bei diversen Organisationen wahr.